# Wał (Garb Tenczyński)
Góra Wał – wzgórze o wysokości 301 m n.p.m. Znajduje się na Garbie Tenczyńskim w północnej części miejscowości Balice. Wschodni stok wzgórza opada do rzeki Rudawa a zachodni do tzw. Balickich Dołów.